# Nelson Fabián Zelaya Ramirez
Nelson Zelaya (Asunción, 9 de juliol de 1973) és un exfutbolista paraguaià, que ocupava la posició de defensa.
Va destacar sobretot a l'Olimpia Asunción, on va guanyar diversos títols al llarg de les tres etapes a l'equip capitalí. També va jugar a les competicions d'Espanya (Recreativo de Huelva), Xile (U. de Concepción), Veneçuela (Estudiantes FC) i Bolívia (The Strongest).

## Títols
- Primera Divisió Paraguaiana: 1997, 1998, 1999, 2000 i 2001
- Copa Libertadores: 2002
- Copa Sudamericana: 2003